# Tim Pütz
Tim Pütz (n. 19 noiembrie 1987) este un jucător profesionist de tenis din Germania, specialist în jocul la dublu. Cea mai înaltă poziție în clasamentul ATP la dublu este locul 17 (15 noiembrie 2021). În 2023 a câștigat titlul la French Open la dublu mixt alături de japoneza Miyu Kato.